# بافل فينوغرادوف
بافل فينوغرادوف (بالروسية: Виноградов, Павел Владимирович)‏ (و. 1953 – م) هو رائد فضاء، ومهندس من روسيا . ولد في ماغادان .تولى منصب قائد بعثة محطة الفضاء الدولية، البعثة 36 (13 مايو 2013–13 سبتمبر 2013)، وقائد بعثة محطة الفضاء الدولية، البعثة 13 (4 يناير 2006–4 سبتمبر 2006) .

## ريادة الفضاء
شارك في المهمات الفضائية:
- Soyuz TM-26
- البعثة 13
- البعثة 36
- Soyuz TMA-08M
- Soyuz TMA-8
- البعثة 35.

## التعليم
تعلم في معهد موسكو للطيران (1971–1977)

## جوائز
حصل على جوائز منها:
- بطل الاتحاد الروسي (وسام)
- Order of Courage
- Order For Services to the Fatherland 4th degree
- Medal "For Merit in Space Exploration".